# Ketapang Dua
Ketapang Dua is een bestuurslaag in het regentschap Aceh Timur van de provincie Atjeh, Indonesië. Ketapang Dua telt 548 inwoners (volkstelling 2010).